# 2025 au Mali
Chronologie du Mali
- 2021
- 2022
- 2023
- 2024
- 2025
- 2026
- 2027
- 2028
- 2029

Cet article traite des événements qui se sont produits durant l'année 2025 au Mali.

## Événements
- 29 janvier : le Burkina Faso, le Mali et le Niger formant l'Alliance des États du Sahel, quittent officiellement la CEDEAO.
- 7 février : attaque de Kobé.
- 23 mai : attaque de Dioura.
- 1er juin : attaque de Boulikessi.
- 2 juin : attaque de Tombouctou.
- 4 juin : attaque de Tessit
- 13 juin : combat d'Anoumalane.

## Décès
- 30 janvier : Moussa Kanouté, ancien enseignant (professeur de Lettres et Histoire-Géographie), et l’ex-arbitre international[1].
- 19 février : Souleymane Cissé, cinéaste et réalisateur[2].
- 04 avril : Amadou Bagayoko, guitariste et chanteur[3].

#### L'année 2025 dans le reste du monde
- L'année 2025 dans le monde
- 2025 par pays en Amérique • 2025 au Brésil, 2025 au Canada, 2025 au Québec, 2025 aux États-Unis, 2025 au Mexique
- 2025 en Europe • 2025 en Belgique, 2025 en France, 2025 en Italie, 2025 en Suisse
- 2025 en Afrique • 2025 par pays en Asie • 2025 par pays en Océanie, 2025 en Océanie • 2025 en Antarctique
- 2025 aux Nations unies
- Décès en 2025